# Xian autonome yi de Yangbi
Le xian autonome yi de Yangbi (漾濞彝族自治县 ; pinyin : Yàngbì yízú Zìzhìxiàn) est un district administratif de la province du Yunnan en Chine. Il est placé sous la juridiction de la préfecture autonome bai de Dali.

## Démographie
La population du district était de 97 807 habitants en 1999.